# Sleepless Dreamer
『Sleepless Dreamer』（スリープレス・ドリーマー）は、1996年2月21日に発売された鵜島仁文のアルバム。

## 概要
キングレコードとの契約中に発売された最後のアルバム。本作以降、鵜島のアルバム制作は10年以上にわたって途絶えることになる。
2017年5月9日、リマスターされ、ボーナストラックを追加した「Remaster Deluxe Edition」として配信開始。

## 収録曲
| 全作詞・作曲: 鵜島仁文。 |                          |          |            |                  |      |
| #                        | タイトル                 | 作詞     | 作曲・編曲 | 編曲             | 時間 |
| 1.                       | 「Back To The Ground」   | 鵜島仁文 | 鵜島仁文   | 鵜島仁文、岸利至 | 4:26 |
| 2.                       | 「Red Moon」             | 鵜島仁文 | 鵜島仁文   | 鵜島仁文、岸利至 | 4:18 |
| 3.                       | 「Consent」              | 鵜島仁文 | 鵜島仁文   | 鵜島仁文、岸利至 | 3:41 |
| 4.                       | 「愛におぼれて」         | 鵜島仁文 | 鵜島仁文   | 鵜島仁文、岸利至 | 4:11 |
| 5.                       | 「地球人」               | 鵜島仁文 | 鵜島仁文   | 鵜島仁文、岸利至 | 3:33 |
| 6.                       | 「Ship」                 | 鵜島仁文 | 鵜島仁文   | 鵜島仁文、岸利至 | 3:40 |
| 7.                       | 「Sleepless Dreamer」    | 鵜島仁文 | 鵜島仁文   | 鵜島仁文、岸利至 | 4:58 |
| 8.                       | 「女神」                 | 鵜島仁文 | 鵜島仁文   | 鵜島仁文、岸利至 | 4:02 |
| 9.                       | 「さよならは言わないで」 | 鵜島仁文 | 鵜島仁文   | 鵜島仁文、岸利至 | 4:37 |
| 10.                      | 「One Side Game」        | 鵜島仁文 | 鵜島仁文   | 鵜島仁文、岸利至 | 4:12 |
| 11.                      | 「抱きしめた君の…」      | 鵜島仁文 | 鵜島仁文   | 鵜島仁文、岸利至 | 3:35 |
| 12.                      | 「Favorite Song」        | 鵜島仁文 | 鵜島仁文   | 鵜島仁文、岸利至 | 5:11 |

| #   | タイトル                   | 作詞 | 作曲・編曲 | 編曲                 | 時間 |
| --- | -------------------------- | ---- | ---------- | -------------------- | ---- |
| 13. | 「紙飛行機」               |      |            | 鵜島仁文、見良津健雄 | 4:56 |
| 14. | 「Don't Loser」            |      |            | 鵜島仁文、岸利至     | 3:32 |
| 15. | 「Flying In The Sky 2018」 |      |            |                      | 4:09 |

### タイトルの表記について
英語タイトルの曲は、オリジナル盤ではすべて大文字で表記されていた。「Favorite Song」はシングル収録時は頭文字のみ大文字だったが、本作のオリジナル盤ではすべて大文字に変更された。Remaster Deluxe Editionでは表記の変更に伴い、シングル収録時の表記に戻っている。

## 曲解説
1. Back To The Ground
5作目のシングル。テレビアニメ『H2』後期オープニングテーマ。
2. Red Moon
3. Concent
4. 愛におぼれて
5. 地球人
6. Ship
7. Sleepless Dreamer
8. 女神
9. さよならは言わないで
10. One Side Game
11. 抱きしめた君の…
12. Favorite Song
「BACK TO THE GROUND」のc/w。
13. 紙飛行機
6作目のシングルとして、オリジナル盤の発売後に発売された曲。Remaster Deluxe Editionにてアルバム初収録。
14. Don't Loser
「紙飛行機」のc/w。Remaster Deluxe Editionにてアルバム初収録。
15. Flying In The Sky 2018
デビュー曲の再録音版。Remaster Deluxe Editionにてアルバム初収録。